# Rudka (Polonia)
Rudka è un comune rurale polacco del distretto di Bielsk, nel voivodato della Podlachia.
Ricopre una superficie di 70,21 km² e nel 2004 contava 2 327 abitanti.